# Czarna Madonna (film)
Czarna Madonna – duński kryminał z 2007 roku.
Film kręcono m.in. w Świnoujściu.

## Główne role
- Anders W. Berthelsen – Gustav
- Tuva Novotny – Maria
- Nicolas Bro – Brian
- Ole Thestrup – Victor
- Morten Grunwald – Kurt
- Birthe Neumann – Risberg
- Mirosław Zbrojewicz – Kuntz
- Andrzej Szopa – Igor K.
- Krzysztof Kiersznowski – Pilot Bruno

## Fabuła
Kurt jest doświadczonym bandziorem, ale chce już przejść na emeryturę. Postanawia przyjąć ostatnie zlecenie i wyparować. Zleceniodawcą jest rosyjski kolekcjoner sztuki, a celem – ikona Czarna Madonna. Po kradzieży Kurt zabiera łup do swojej córki Marii. I tu naprawdę zaczynają się kłopoty. Maria nie wie, czy oddać obraz policji, czy być lojalną wobec ojca. Jakby tego było mało, Kurt zostaje porwany przez rosyjską mafię i przywieziony do Polski. Maria postanawia skorzystać z pomocy policjanta Gustawa.